# Rézmál
Rézmál (/ˈɾeːzmaːl/) est un quartier de Budapest situé dans le 2e arrondissement en contrebas de Rózsadomb.